# 두 번째 여름, 두 번 다시 만날 수 없는 너
《두 번째 여름, 두 번 다시 만날 수 없는 너》(일본어: 二度めの夏、二度と会えない君 영어: Second Summer, Never See You Again)은 2017년 9월에 개봉한 일본의 로맨스 영화이다.
 나카니시 켄지가 감독을 맡았다.
 일본은 2017년 9월 1일에 대한민국은 2019년 1월 23일에 개봉되었다.

## 출연진
- 무라카미 니지로 - 시노하라 사토시 역
- 요시다 마도카 - 모리야마 린 역
- 카토 레나 - 칸노 에이코 역
- 킨조 마나 - 카쿄인 히메코 역
- 야마다 유키 - 이시다 로쿠로 역
- 키쿠치 아키코 - 에노모토 유 역
- 혼조 마나미 - 후세 아츠코 역